# Crandon
Crandon är administrativ huvudort i Forest County i delstaten Wisconsin i USA. Orten har fått sitt namn efter militären och järnvägstjänstemannen Frank P. Crandon. Enligt 2010 års folkräkning hade Crandon 1 920 invånare.